# Acropora elegantula
Acropora elegantula е вид корал от семейство Acroporidae.

## Разпространение и местообитание
Този вид е разпространен в Шри Ланка.
Обитава океани и рифове в райони с тропически климат.